# 1482 en arts plastiques
| Années des arts plastiques : 1479 - 1480 - 1481 - 1482 - 1483 - 1484 - 1485    |
| Décennies des arts plastiques : 1450 - 1460 - 1470 - 1480 - 1490 - 1500 - 1510 |

Cette page concerne l'année 1482 en arts plastiques.

## Œuvres

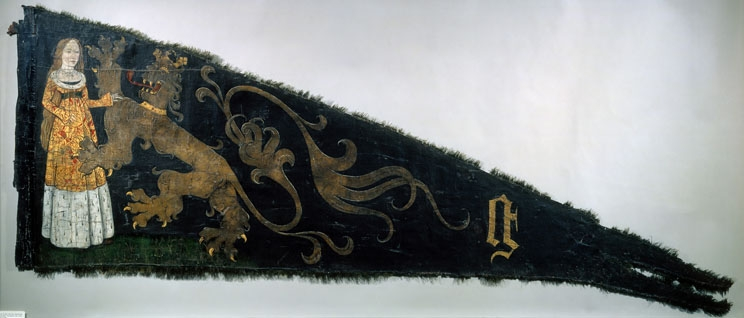
Étendard de la ville de Gand.

- Étendard de la ville de Gand, peint par Agnes van den Bossche.
- Polyptyque de San Domenico in Camerino (ou Triptyque de Camerino, peinture à la détrempe et or sur bois de Carlo Crivelli.
- Le Printemps, tableau de Sandro Botticelli, achevé en 1482.
- Pallas et le Centaure, tableau de Sandro Botticelli, peint autour de 1482.
- Crucifixion, tempera sur bois par le Pérugin, peinte vers 1482.
- Le Ginkaku-ji (temple au pavillon d'argent), un temple bouddhiste à Kyōto (Japon), construit par le shogun Ashikaga Yoshimasa.
- Le Studiolo de Gubbio, cabinet de curiosités construit et décoré à la demande de Guidobaldo Ier de Montefeltro entre 1479 et 1482 (transféré en 1930 au Metropolitan Museum of Art où il est exposé).

## Naissances
- Ryckaert Aertsz, peintre et dessinateur néerlandais († 1577),
- Francesco di Cristofano dit Franciabigio, peintre de l'école florentine († 3 février 1525).

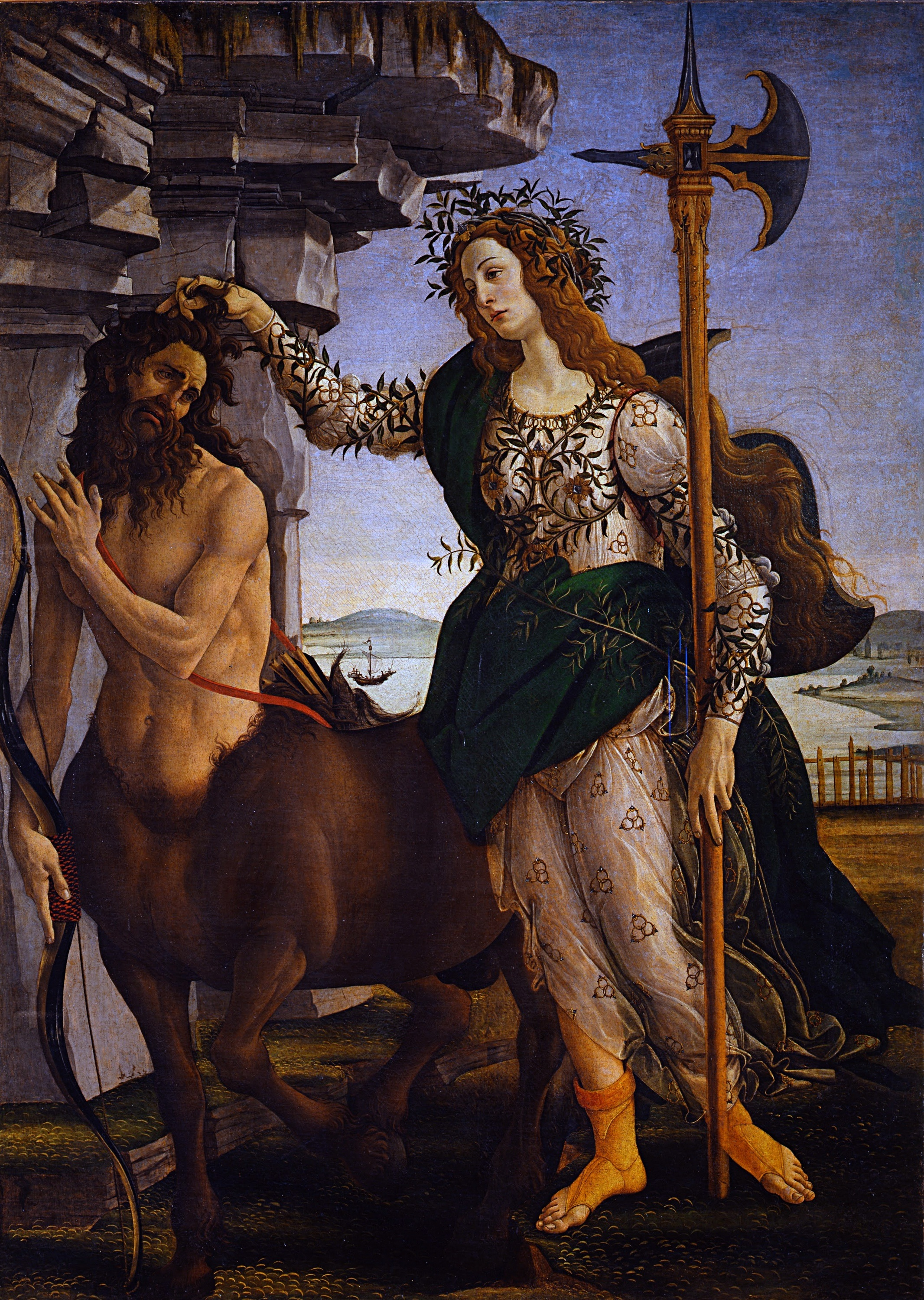
Sandro Botticelli, Pallas et le centaure.

## Décès
- février : Luca della Robbia, sculpteur et céramiste florentin (né vers 1399).
- ? : 
  - Raimondo Epifanio, peintre de l'école napolitaine, actif à Naples à la fin du XVe siècle (né vers 1440)
  - Hugo van der Goes, peintre flamand, au monastère de Rouge-Cloître, près de Bruxelles (né vers 1440).
  - Cristoforo Mantegazza, sculpteur actif en Lombardie dans les années 1460-1470 (né vers 1430.
  - Giovanni di Paolo, miniaturiste et peintre de l'école siennoise (né vers 1403).